# Thérèse-De Blainville
Thérèse-De Blainville è una municipalità regionale di contea del Canada, localizzata nella provincia del Québec, nella regione di Laurentides.
Il suo capoluogo è Bois-des-Filion.

## Suddivisioni
- Blainville
- Bois-des-Filion
- Boisbriand
- Lorraine
- Rosemère
- Sainte-Anne-des-Plaines
- Sainte-Thérèse